# Wereldkampioenschappen openwaterzwemmen 2002
De Wereldkampioenschappen openwaterzwemmen 2002 werden gehouden van 23 september tot en met 28 september 2002 in Sharm el-Sheikh, Egypte.

## Medaillespiegel
| Plaats | Land        | Goud | Zilver | Brons | Totaal |
| 1      | Italië      | 2    | 3      | 0     | 5      |
| 2      | Rusland     | 2    | 1      | 1     | 4      |
| 3      | Duitsland   | 1    | 1      | 3     | 5      |
| 4      | Nederland   | 1    | 1      | 0     | 2      |
| 5      | Argentinië  | 0    | 0      | 1     | 1      |
| 5      | Zwitserland | 0    | 0      | 1     | 1      |
| Totaal | Totaal      | 6    | 6      | 6     | 18     |

## Podia

### Mannen
| Afstand:            | Goud:                     | Tijd    | Zilver:                 | Tijd    | Brons:                      | Tijd    |
| Mannen 5 kilometer  | Luca Baldini Italië       | 51.50   | Stefano Rubaudo Italië  | 51.51   | Thomas Lurz Duitsland       | 51.52   |
| Mannen 10 kilometer | Jevgeni Kosjkarov Rusland | 1:49.30 | Simone Ercoli Italië    | 1:49.34 | Vladimir Dyatchin Rusland   | 1:49.35 |
| Mannen 25 kilometer | Joeri Koedinov Rusland    | 5:39.14 | Anton Sanatchev Rusland | 5:41.14 | Gabriel Chaillou Argentinië | 5:51.16 |

### Vrouwen
| Afstand:             | Goud:                    | Tijd    | Zilver:                  | Tijd    | Brons:                    | Tijd    |
| Vrouwen 5 kilometer  | Viola Valli Italië       | 56.52   | Edith van Dijk Nederland | 57.01   | Hanna Miluska Zwitserland | 58.13   |
| Vrouwen 10 kilometer | Britta Kamrau Duitsland  | 1:56.42 | Viola Valli Italië       | 1:56.42 | Angela Maurer Duitsland   | 1:56.49 |
| Vrouwen 25 kilometer | Edith van Dijk Nederland | 6:11.21 | Angela Maurer Duitsland  | 6:11.22 | Britta Kamrau Duitsland   | 6:11.22 |